# Allen Knutson
Allen Ivar Knutson é um matemático estadunidense, professor de matemática da Universidade Cornell
Knutson graduou-se no Instituto de Tecnologia da Califórnia e obteve um Ph.D. em 1996 no Instituto de Tecnologia de Massachusetts, orientado juntamente por Victor Guillemin e Lisa Jeffrey. Foi professor da Universidade da Califórnia em Berkeley e depois da Universidade da Califórnia em San Diego em 2005–2008 e da Universidade Cornell em 2009. Recebeu juntamente com Terence Tao o Prêmio Levi L. Conant de 2005 pelo artigo "Honeycombs and Sums of Hermitian Matrices".
Knutson é também conhecido por seus estudos sobre a matemática do malabarismo.